# مراقبة ما بعد التسويق
مراقبة ما بعد التسويق (PMS)، والمعروفة أيضًا باسم مراقبة ما بعد السوق ، هي ممارسة مراقبة سلامة الأدوية الصيدلانية أو الأجهزة الطبية بعد طرحها في السوق وهي جزء مهم من علم التيقظ الدوائي. نظرًا لأنه تمت الموافقة على الأدوية والأجهزة الطبية على أساس التجارب السريرية، والتي تشمل أعدادًا صغيرة نسبيًا من الأشخاص الذين تم اختيارهم لهذا الغرض - مما يعني أنهم عادةً لا يعانون من حالات طبية أخرى قد تكون موجودة في عموم السكان. يمكن للمراقبة ما بعد التسويق تنقيح أو تأكيد أو نفي سلامة دواء أو جهاز بعد استخدامه في عموم السكان من قبل أعداد كبيرة من الأشخاص الذين يعانون من مجموعة متنوعة من الحالات الطبية.
تستخدم مراقبة ما بعد التسويق عددًا من الأساليب لمراقبة سلامة الأدوية والأجهزة، بما في ذلك قواعد بيانات التقارير التلقائية، ومراقبة أحداث الوصفات الطبية، والسجلات الصحية الإلكترونية ، وسجلات المرضى، وتسجيل الارتباط بين قواعد البيانات الصحية. تتم مراجعة هذه البيانات لتسليط الضوء على مخاوف السلامة المحتملة في عملية تعرف باسم التنقيب عن البيانات.

## التنفيذ الوطني

### كندا
Health Canada هي الهيئة التنظيمية الحكومية التي تعتمد الأدوية، ولديها قسم يسمى «إدارة المنتجات الصحية المسوقة» (MHPD) التي تنسق مراقبة ما بعد التسويق في كندا.

### الاتحاد الأوروبي
وثيقة التوجيه للاتحاد الأوروبي المسماة "MEDDEV 2.12-1 rev 8" تقدم إرشادات شاملة حول أفضل الممارسات لمراقبة الأجهزة الطبية بعد السوق (اليقظة المادية). يُطلب من الشركة المصنعة للأجهزة الطبية الإبلاغ عن الحوادث (الأحداث السلبية الخطيرة) إلى السلطة الوطنية المختصة في الدولة العضو التي تقيم فيها الشركة. ينص قانون الهيئات الطبية (الاتحاد الأوروبي) 2017/745 (MDR) في الفقرة 2 على التعريف التالي لمراقبة ما بعد التسويق:
يُقصد بـ «مراقبة ما بعد التسويق» جميع الأنشطة التي يقوم بها المصنعون بالتعاون مع مشغلين اقتصاديين آخرين لتأسيس إجراء منهجي وتحديثه بشكل استباقي من أجل جمع ومراجعة الخبرات المكتسبة من الأجهزة الطبية التي يطرحونها في السوق، أو إتاحتها في السوق أو وضعها في الخدمة لغرض تحديد أي حاجة للتطبيق الفوري لأي إجراءات تصحيحية أو وقائية ضرورية؛
مزيد من المتطلبات على مراقبة ما بعد التسويق (PMS) واردة في المادة §83 من قانون MDR ؛ في المادة § 84 تفاصيل متطلبات خطة نظام إدارة الأداء والمراجع القسم 1.1 من الملحق الثالث من تقرير المديرين التنفيذيين؛ وتوضح الفقرة 85 تقرير المراقبة بعد التسويق، بينما تصف الفقرة 86 محتويات تقرير تحديث السلامة الدوري (PSUR).
توجد أحكام مماثلة بشأن مراقبة ما بعد التسويق في اللوائح الأوروبية الخاصة بالأجهزة الطبية التشخيصية المختبرية (IVDR).

### المملكة المتحدة
تشترك وكالة تنظيم الأدوية ومنتجات الرعاية الصحية (MHRA) ولجنة الأدوية البشرية (CHM) في تشغيل مخطط البطاقة الصفراء، والذي كان أحد الأمثلة الأولى على مخطط التيقظ الدوائي، والذي يهدف إلى التخفيف من التفاعلات الدوائية الضارة (ADRs).

### الولايات المتحدة
تشرف إدارة الغذاء والدواء (FDA) على مراقبة ما بعد التسويق، والتي تدير نظامًا للمراقبة السلبية يسمى MedWatch ، حيث يمكن للأطباء أو لعامة الناس الإبلاغ طواعية عن ردود الفعل السلبية للأدوية والأجهزة الطبية. تجري إدارة الغذاء والدواء أيضًا مراقبة نشطة لبعض المنتجات الخاضعة للتنظيم. على سبيل المثال، قد تراقب إدارة الغذاء والدواء سلامة وفعالية الأجهزة الطبية من خلال إما دراسة ما بعد الموافقة  أو من خلال 522 دراسة مراقبة ما بعد البيع. وفيما يتعلق بالتنظيم، فقد تم تحديد مصطلحين: متطلبات ما بعد التسويق وهي الدراسات والتجارب السريرية التي يُطلب من المختصين إجراؤها، والتزامات ما بعد التسويق وهي دراسات أو تجارب إكلينيكية وافق الراعي على إجرائها، ولكن ذلك غير مطلوب بموجب قانون أو لائحة.

## أنظر أيضا
- تقارير الأجهزة الطبية
- قائمة الأدوية المسحوبة
- مراحل التجارب السريرية